# Magilus
Magilus is een geslacht van weekdieren uit de klasse van de Gastropoda (slakken).

## Soorten
- Magilus antiquus Montfort, 1810
- Magilus ellipticus G. B. Sowerby I, 1823
- Magilus latens Bozzetti, 2011